# Óscar Tedini
Óscar Roberto Tedini (Vera, provincia de Santa Fe, Argentina, 10 de abril de 1959) es un exfutbolista argentino, entrenador y dirigente.

## Trayectoria

### Como jugador
Óscar Roberto Tedini hizo sus primeros pasos en el fútbol de la Liga Reconquistense, perteneciente a la ciudad de Santa Fe. El “pájaro”, así lo llamaba Víctor Hugo Morales por su velocidad, compartió club de barrio con el recordado arquero y hoy entrenador Ángel David Comizzo. Ambos llegaron juntos a Talleres.
El expuntero derecho compartió equipo con jugadores como Mario Bevilacqua y con el mundialista José Daniel Valencia pero remarca que con nadie se entendió mejor que con Gabriel Seghetti.
En 1985 a la dirigencia albiazul le había llegado un pedido de convocatoria a la selección local conducida por Carlos Salvador Bilardo. A Tedini nunca le avisaron, porque se había adherido a una huelga provocada por el plantel de primera. Ante esto, nunca pudo defender la celeste y blanca.
En 1987 llega a San Lorenzo, en el mayor desafío de su carrera. Durante ese año, no pudo afianzarse como titular. Ya en 1988, con el equipo peleando el torneo y disputando la Copa Libertadores, comenzó a tener más rodaje y se hizo una pieza fundamental. Con Walter Perazzo hizo una gran dupla y totalizó con 10 goles en 40 partidos en su paso por el club.
Tuvo que lidiar con la llegada de un técnico serbio: Bora Milutinovic, quien probaba el rendimiento de los jugadores cara a cara y siempre salía victorioso, con Tedini no pudo y eso generó que el “ex puntero derecho” casi no juegue con Milutinovic. Esto cambió cuándo Héctor Veira reemplazó al serbio.
En 1989 llegó a préstamo a Newell's old Boys, multicampeón el año anterior, pedido por José Yúdica. Tedini remarcó que nunca jugó en un equipo con tantas figuras como ese y admiraba el fútbol desplegado por Gerardo Martino. En el club rosarino no tuvo suerte y al año volvió a San Lorenzo, dueño de su pase. Luego llegaría su corta estadía en el exterior que derivó en el posterior retiro por tantas lesiones sufridas.
Agradece haber tenido técnicos como Alfio Basile (en Talleres) y Héctor Veira (en San Lorenzo). Con Basile no jugaba porque al Coco le gustaban los jugadores de experiencia, pero fue con el que más aprendió y del Bambino recibió la confianza que había perdido con Milutinovic para lograr ganarse un puesto en San Lorenzo.
Finalizó su carrera como jugador en el exterior, jugando en Sport Boys de Perú y Atlético Marte de El Salvador.

### Como entrenador
Como entrenador comenzó dirigiendo las inferiores de Huracán, dónde conoció jugadores de la talla de Gastón Casas, Daniel Montenegro y Antonio Barijho. Luego volvió al exterior para ser director general de la Federación Deportiva del Cañar y entrenador de la Selección sub-18 de esa provincia. Pasó a dirigir en al Deportivo Azogues de Ecuador, al cual salvó del descenso. Luego volvió a la Argentina para dirigir a Sportivo Italiano y Brown de Adrogué y después regresó  Ecuador para sumarse a las categorías formativas de la Universidad Católica.

## Clubes

### Como jugador
| Club              | País        | Año         |
| ----------------- | ----------- | ----------- |
| Talleres          | Argentina   | 1983 - 1986 |
| San Lorenzo       | Argentina   | 1987 - 1988 |
| Newell's Old Boys | Argentina   | 1989 - 1990 |
| Sport Boys        | Perú        | 1990 - 1991 |
| Atlético Marte    | El Salvador | 1992 - 1993 |

### Como entrenador
| Club                           | País      | Año         |
| ------------------------------ | --------- | ----------- |
| Huracán (inferiores)           | Argentina | 1998 - 1999 |
| F. D. del Cañar (sub-18)       | Ecuador   | 2007        |
| Deportivo Azogues              | Ecuador   | 2008        |
| Sportivo Italiano              | Argentina | 2013 - 2014 |
| Brown de Adrogué               | Argentina | 2014        |
| Universidad Católica (reserva) | Ecuador   | 2017        |

- Datos: Q47436449